# Homaroa tamsi
Homaroa tamsi är en fjärilsart som beskrevs av Collenette 1959. Homaroa tamsi ingår i släktet Homaroa och familjen tofsspinnare. Inga underarter finns listade i Catalogue of Life.